# Vogel von Sakkara

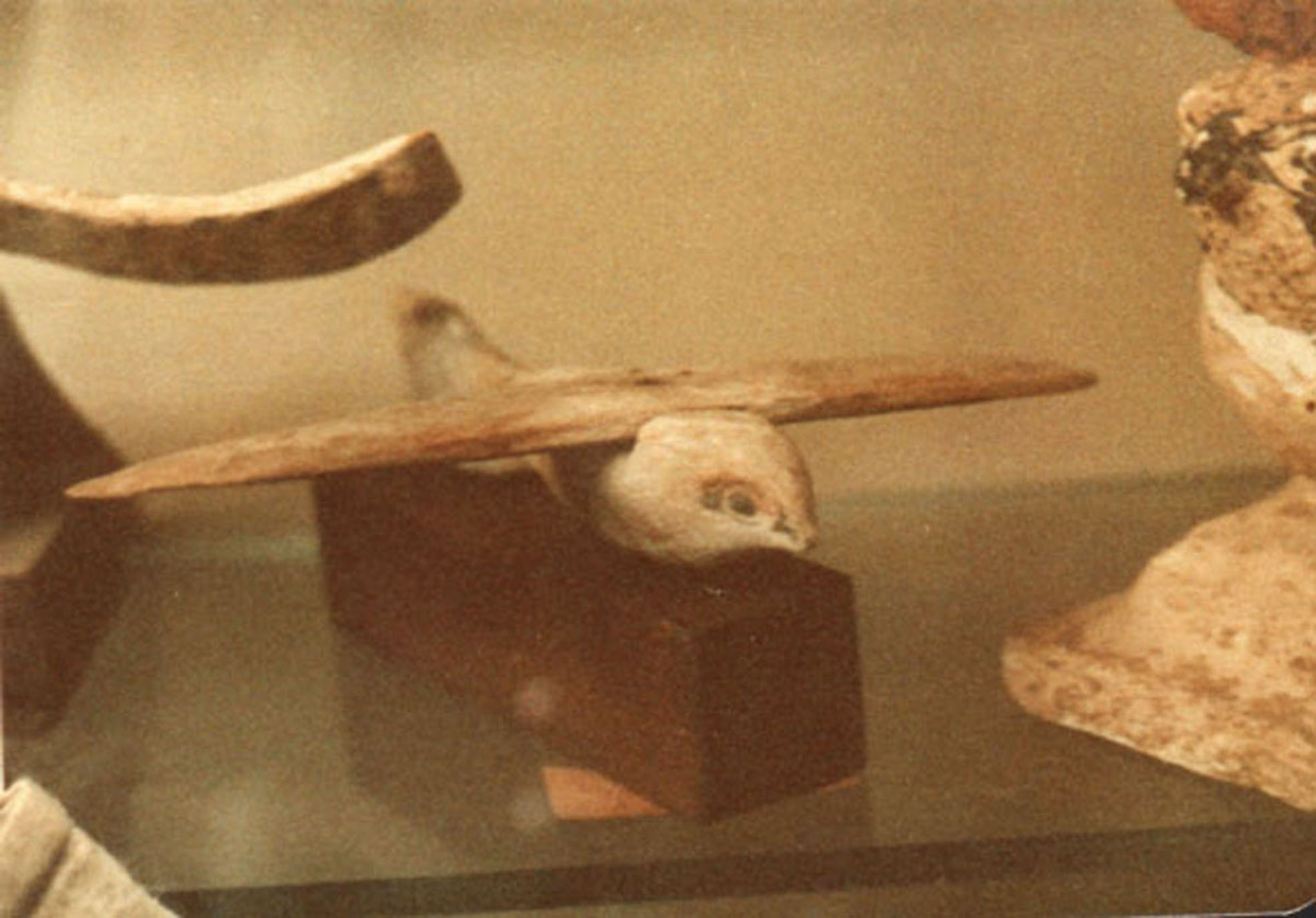
Vogel von Sakkara

Der Vogel von Sakkara ist ein Artefakt aus Sykomorenholz, das 1898 bei Ausgrabungen einer Grabstätte im ägyptischen Sakkara gefunden wurde. Es stammt schätzungsweise aus dem Jahr 200 v. Chr. und befindet sich heute im Ägyptischen Museum in Kairo. Es gibt Behauptungen, dass es sich hierbei um das Model eines Fluggerätes handele.

## Beschreibung
Das Objekt erinnert an einen Vogel, der allerdings auffällig gerade Flügel hat. Der Vogelkörper hat eine Länge von 14 cm. Die Flügelspannweite beträgt 18 cm. Die Dicke des Materials ist im Zentrum bis zu 8 mm dick und verjüngt sich nach vorne und zu den Flügelspitzen hin. Das Gewicht beläuft sich auf 39,12 g. Auf der Unterseite befindet sich ein Loch. Die Hieroglyphen auf dem Artefakt besagen „Geschenk von Amun“.

## Angebliche Flugversuche und Spekulationen

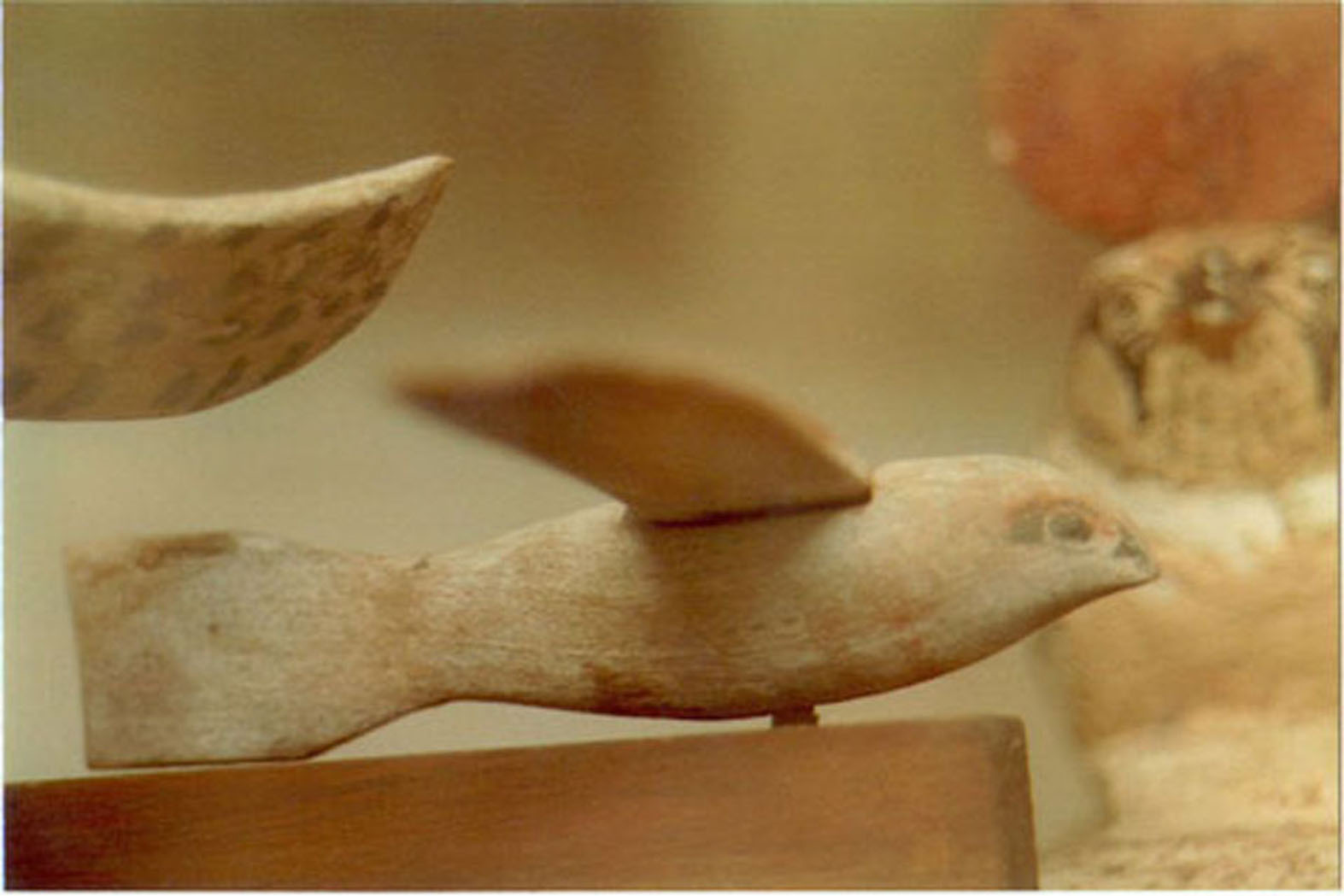
Seitenansicht des Vogels von Sakkara

1969 wurde der ägyptische Arzt Khalil Messiha auf das Artefakt aufmerksam. Gemeinsam mit seinem Bruder, einem Luftfahrtingenieur, spekulierte er, dass es sich hier um das Modell eines altertümlichen Segelflugzeugs handele. Seiner Aussage nach brachten ihn die geraden, auf der Oberseite angebrachten Flügel sowie der im Gegensatz zu anderen Vogelmodellen vertikal stehende Schwanz auf diese Idee. Außerdem würde ein Riss im hinteren Teil des Objektes auf eine früher vorhandene Stabilisierungsfläche hindeuten. Beweise für diese Spekulationen gibt es nicht. 1993 veröffentlichte Khalil Messiha dazu einen Artikel in dem grenzwissenschaftlichen Buch Blacks in Science: Ancient and Modern" den Artikel: "African Experimental Aeronautics: A 2,000-Year-Old Model Glider.
Messiha konstruierte daraufhin ein Modell des Vogels mit einer horizontalen Heckflosse, das angeblich durch Handwurf einige Yards geflogen ist. Auch die Flugversuche eines motorisierten Modells von Peter Belting und Algund Eenboom verliefen nach eigenen Aussagen sehr erfolgreich. Damit sollte nachgewiesen werden, dass das Objekt in einer starken Luftströmung grundsätzlich segelfähig war. Informationen über die durch Belting und Eenboom vorgenommenen Änderungen am Modell gegenüber dem Original sind nicht verfügbar. 2002 führte Martin Gregorie, ein erfahrener Designer von Segelflugzeug-Freiflugmodellen, Versuche durch, mit dem Ergebnis, dass die Konstruktion ohne Höhenleitwerk wegen fehlender Stabilisierung unfähig war zu fliegen.
Forschende des Institute of Aerospace Technology Bremen führten 2023 erstmalig eine CFD-Simulation des Artefaktes auf Grundlage eines 3D-Scans durch. Die Ergebnisse zeigten, dass das Artefakt eine geringe maximale Gleitzahl aufweist und somit die Gleiteigenschaften für den Einsatz als Handgleiter nicht ausreichend sind. Der Massenmittelpunkt des Artefakts befindet sich zudem an der Flügelhinterkante und damit hinter dem Neutralpunkt. Die daraus resultierende Längsstabilität entspricht nicht den heutigen Anforderungen an moderne Gestaltungsrichtlinien von Flugzeugen. Zusätzlich führt die asymmetrische Auftriebsverteilung in spannweitiger Richtung zu einem unkontrollierten Rollmoment, wodurch das Artefakt keinen geraden Flugpfad folgen kann, sondern eine Kurve fliegen wird. Folglich können die durch die Simulation gewonnenen Ergebnisse nicht bestätigen, dass der Vogel von Sakkara ein Objekt antiken Wissens über Aerodynamik war.

## Funktion
Die Funktion des Artefaktes kann heute nicht zweifelsfrei geklärt werden. Neben der These, es sei ein Flugzeugmodell, könnte es sich um ein Spielzeug handeln, um die Mast-Spitze auf heiligen Booten, einen Bumerang oder um eine Wetterfahne.